# Приморське (Лиманська сільська громада)
Примо́рське (до 1945 року — Шагани) — село Лиманської сільської громади у Білгород-Дністровському районі Одеської області України. Населення становить 1841 осіб.

## Географія
За 4 кілометри на захід розташоване село Лиман.

## Історія
Село заснували козаки Задунайської Січі на місці колишнього татарського поселення Біюк-Шагін.
Стара назва села — Шагани (до 14 листопада 1945 року). Лиман Шагани, що розташований поряд отримав назву від назви села. Село виникло на місці татарського поселення Біюк–Шагін.

## Населення
Згідно з переписом УРСР 1989 року чисельність наявного населення села становила 1786 осіб, з яких 832 чоловіки та 954 жінки.
За переписом населення України 2001 року в селі мешкало 1839 осіб.

### Мова
Розподіл населення за рідною мовою за даними перепису 2001 року:
| Мова       | Відсоток |
| ---------- | -------- |
| українська | 94,84 %  |
| російська  | 3,48 %   |
| болгарська | 0,81 %   |
| молдовська | 0,65 %   |
| білоруська | 0,16 %   |
| гагаузька  | 0,05 %   |

## Туризм
За декілька кілометрів від села розташований маяк Шагани. В межах сільської ради, на узбережжі лиманів Малий Сасик і Джантшей, знаходиться бальнеологічно-грязевий курорт Росєйка. Ці водойми входять до складу Національного природного парку «Тузловські лимани». Лимани охороняються як місця гніздування багатьох видів водоплавних птахів.

## Проєкт «Дунайя»
Поблизу села Приморське  розроблений проєкт нового курорту під назвою «Дунайя», що може скласти достойну конкуренцію не лише Затоці, а навіть єгипетському Шарм-ель-Шейху, який планують реалізувати до 2025 року. Відпочинкова зона із десятками готелів та казино обійдеться у 3 млн доларів.
Наразі план створення елітного курортного міста вже схвалила Одеська ОДА. Тож будівництво заплановано розпочати у 2022 році. «Дунайя» обіцяє стати першим в Україні курортом бізнес-класу. Він являтиме собою 10-кілометрову набережну із готелями, пляжними клубами та казино. Побудувати «український Шарм-ель-Шейх» збираються на природній косі, що знаходиться між  Чорним морем та озером Сасик, поблизу селища Приморське. Більшість курортів цього регіону знаходяться в стані занепаду, а нова зона відпочинку приверне до нього чималу увагу туристів.

## Відомі особи
- Маймескул Микола Іванович — український дипломат.
- Сирота Олександр Миколайович — старший солдат Збройних сил України, учасник російсько-української війни, загинув 2014 року.
- Скоц Оксана Володимирівна — українська поетеса.